# Бой у Моравска-Храстове
Бой у Моравска-Храстове (чешск. Bitva o Moravskou Chrastovou) — боевое столкновение в 1938 году между чехословацкими войсками и восставшими судетскими немцами.

## Предыстория
Население Моравска-Храстова составляло 1312 человек, из которых 811 были чехами, а 501 — немцами. Благодаря этому Моравска-Храстов избежал немецкой оккупации, поскольку, согласно Мюнхенскому соглашению, оккупации подлежали деревни, в которых более половины населения составляли немцы. Таким образом, на эту деревню соглашение не распространялось.
Однако члены СНФ были недовольны тем, что Моравска-Храстова оставалась частью Чехословакии, и поэтому было подготовлено восстание. Отряд из 500 повстанцев должен был занять деревню в ночь с 30 на 31 октября 1938 года. Первоначально в акции должны были принять участие отряды СС, но в итоге было решено провести акцию без них.

## Ход боёв

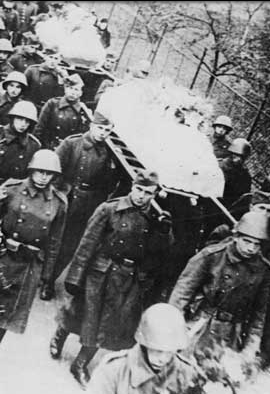
Похороны чехословацких солдат

Нападение было успешным, чему способствовала поддержка местных немцев и тот факт, что в тот вечер в Крастове проходили развлекательные мероприятия и некоторые солдаты оставались там до глубокой ночи. Моравска-Крастов был занят повстанцами без особого сопротивления, а большая часть чехословацких солдат были взяты в плен. Единственным вооруженным чехословацким подразделением в этом районе был взвод 11-й роты в Рожрани, но он был слишком слаб, чтобы контратаковать.
После захвата Моравска-Крастова повстанцы приступили к организации транспортировки пленных через демаркационную линию в Бржезову и строительству огневых и опорных позиций.
Около 3 часов утра командир 13-го полка полковник Карел Чейка узнал о происшествии в своем штабе в Босковицах. Чейка оказался в сложной ситуации, поскольку он был обязан организовать контратаку, го проблема была в нехватки сил: отдельные роты полка были развернуты по всему демаркационному участку, отвод которых занял бы много часов. Кроме того, вновь созданную государственную границу нельзя было оставлять незащищенной — нападение, подобное Крастову, могло повториться в любом другом месте и в любое время. В его распоряжении была только рота сопровождения, которая отправилась в путь около пяти часов утра. Вооружение повстанцев состояло в основном из немецкого оружия, а также из трофейного оружия.
В контратаке участвовал один взвод 11-й роты и резервный отряд жандармерии, состоявший в основном из опытных солдат недавно покинувших армию.
Бои продолжались менее часа. Наконец, в 9 часов Моравска-Крастов был занят чехословацкой армией, однако в течение дня продолжались бои у протестантской церкви.